# Четвёртая промышленная революция
Четвёртая промы́шленная револю́ция (англ. The Fourth Industrial Revolution) — концепция Клауса Шваба, изложенная в одноимённой книге 2016 года, согласно которой ближайшее будущее будет определяться широким внедрением киберфизических систем в производство (индустрия 4.0) и обслуживание человеческих потребностей, включая быт, труд и досуг (работа 4.0).
Получила своё название от инициативы 2011 года, возглавляемой бизнесменами, политиками и учёными, которые определили её как средство повышения конкурентоспособности обрабатывающей промышленности Германии через усиленную интеграцию «киберфизических систем», или CPS, в заводские процессы. Изменения охватят самые разные стороны жизни: рынок труда, жизненную среду, политические системы, технологический уклад, человеческую идентичность и другие.
Вызываемая к жизни экономической целесообразностью и привлекательностью повышения уровня и качества жизни, четвёртая промышленная революция несёт в себе риски повышения нестабильности и возможного коллапса мировой системы, в связи с чем её наступление воспринимается как вызов, на который человечеству предстоит ответить.

## Этимология
Понятие четвёртая промышленная революция означает, что ей предшествовали три другие промышленные революции:
- Первая (или собственно) промышленная революция (конец XVIII века): переход от ручного труда к машинному: появление механического ткацкого станка и паровой машины.
- Вторая промышленная революция (конец XIX века): конвейерное производство, электростанция, лампа накаливания, телефон.
- Третья промышленная (компьютерная) революция (конец XX века): транзистор, процессор, компьютер, интернет, цифровая камера

## Технологии
Четвёртая промышленная революция обычно описывается путём указания ключевых технологий, которые «скоро» выйдут из стадии научных разработок и испытаний. К данным технологиям причисляют следующие собирательные понятия новых современных и грядущих технологий:
- Аналитика больших данных;
- Искусственный интеллект;
- Автономные роботы;
- Автономный транспорт и беспилотные летательные аппараты (БПЛА);
- Облачные вычисления;
- Квантовые вычисления;
- Интернет вещей;
- Дополненная, виртуальная реальность и метавселенная;
- Моделирование и симуляторы;
- Трёхмерная печать;
- Печатная электроника;
- Нанотехнологии и нейротехнологии;
- Блокчейн;
- Информационная безопасность.

Обзорным материалам в части производственной сферы может служить обзорный материал, подготовленный на Всемирном экономическом форуме 2019 года. В качестве направлений, где описываемая революция уже началась, говорят о следующих:
- автономные роботы в сфере логистики, производства[9];
- точное земледелие с использованием дронов и сенсоров;
- цифровые двойники в бизнесе.

## Мнения исследователей
«В отличие от предыдущих, эта промышленная революция развивается не линейными, а скорее экспоненциальными темпами.» — Клаус Шваб «Четвёртая промышленная революция», Эксмо-Пресс, 2018 г.
«Четвёртая промышленная революция привнесёт коренные изменения производственных процессов. Она влечёт за собой не только технологические новации, но и смену социальной парадигмы, культурного кода. Масштабное внедрение киберфизических систем и цифровизация промышленности будут не осуществимы без правовых преобразований и политических реформ», — отмечает пресс-служба ТАСС.
Четвёртая индустриальная революция разворачивается на наших глазах. Некоторые считают, что это продолжение «цифровой» революции, новый её этап, на котором техника начинает вытеснять человека.
Начавшаяся четвёртая промышленная революция до неузнаваемости изменит образ жизни человека. Нас ожидает величайшая за всю историю человечества трансформация, которая коснётся всех сфер жизни общества. Более того, многие изменения уже просматриваются. Базовым отличием этой революции от всех предыдущих является синтез и взаимодействие всех перечисленных технологий.
Самыми большими препятствиями для прогресса в реализации Индустрии 4.0 являются:
- Недостаток квалифицированных специалистов: функционирование умных заводов больше всего зависит от этого типа профессионалов;
- Более высокие требования к кибербезопасности, выдвигаемые этим типом технологий, так как, хотя и более эффективные, заводы также станут более уязвимыми. Из-за того, что заводы станут высоко автоматизированными и управляются компьютерными алгоритмами, они чаще становятся жертвами компьютерного саботажа или утечки информации в сторону конкуренции;
- Отсутствие коммуникационной инфраструктуры: многие из этих технологий требуют доступа к широкополосной связи с высокой пропускной способностью Интернет, что не имеет место во многих промышленных районах (поскольку подключить промышленный район для небольшой группы отраслей не так выгодно для телекоммуникационных компаний)[10].

## Прогнозируемые последствия
Клаус Шваб, основатель и бессменный президент всемирного экономического форума в Давосе, характеризует масштаб изменений как беспрецедентный для истории человечества. Перемены затронут всех: отношения человека с миром, с собой и с другими людьми кардинально изменятся. Четвёртая промышленная революция обладает огромным потенциалом по увеличению уровня жизни человечества, решению многих насущных проблем, однако также допускает появление новых проблемных вопросов.

### Трансформация экономики
Отрасли экономики, имеющие доступ к большим массивам данных, получат возможность радикально повысить качество принимаемых решений на их основе, особенно рутинных. Это относится к банковским, юридическим услугам, страхованию, бухгалтерии, управлению, консалтингу и аудиту, метрологическому обеспечению, здравоохранению и многому другому. С другой стороны, мощное развитие получит логистика, представленная современными решениями. Понизится роль классических преимуществ, основанных на разнообразной ренте, и роль посредника в пользу потребительских качеств товара и ренты технологической. В целом повысится рациональность пользования ресурсами, в том числе природными, развитие должны получить т. н. шеринговая и циркулярная экономика. Экономика станет более прозрачной, предсказуемой, а её развитие быстрым и системным. В мировой экономике с 2010 г. развернулся и набирает силу процесс решоринга.

### Прозрачность мира
Чем более плотно физический мир будет соединяться с цифровым, тем больше появится возможностей для повсеместного контроля и мониторинга любых изменений и явлений физического мира (в том числе — нежелательных событий) посредством цифровых сетей. Например, может стать проще поиск преступников. Большое значение будет иметь то, как именно будет выстроена архитектура прав доступа, а также особенности структурирования и отображения огромного потока информации во времена нарастающего инфовзрыва.

### Индивидуализация человеческого мира
Мир станет для каждого индивидуальнее сразу с нескольких позиций. Во-первых, существенно расширятся возможности для кастомизации товаров и услуг, более тонкой настройки под конкретного потребителя. Во-вторых, взаимодействие вещей станет системным, а, значит, и настраиваемым, опять же, под конкретного потребителя. Тому же послужат и средства виртуальной и дополненной реальности, позволяющие создать индивидуальное «продолжение» и окраску/ракурс восприятия мира для каждого человека. По мере погружения человека в цифровую среду его индивидуальное поведение будет становиться всё более и более оцифрованным, то есть доступным для анализа и учёта, что создаст ещё большие возможности для индивидуальной подстройки окружающего мира.
С одной стороны, существует мнение, что это провоцирует отчуждение от человека его внутреннего мира, отсутствие свободы формирования собственной личности, сегрегацию людей, основанную на их идентичности, и, как следствие, поляризацию человеческих сообществ. С другой стороны, возможность индивидуального выбора из множества новых разнообразных установок и точек зрения может стимулировать развитие, раскрытие особенностей внутреннего мира человека, расширенный диапазон формирования собственной личности, в том числе благодаря дальнейшему росту разнообразия и лёгкости создания человеческих сообществ.

### Новые принципы реальности
Функционирование мира на базе цифровых технологий существенно изменит некоторые прежде фундаментальные свойства реальности, заложенные в качестве принципов в онтологию, этику, эстетику, эпистемологию и т. д. Как следствие, поменяется и значительно разнообразится возможная структура личности человека.

### Социальное расслоение
Четвёртая промышленная революция несёт в себе сразу несколько предпосылок для социального расслоения.
Появление роботизированных решений множества задач приведёт к понижению ценности низко- и среднеквалифицированного труда. Это может подорвать материальный достаток многочисленного среднего класса, что ограничивает возможности его представителей для вложения в собственный человеческий капитал. Без развития человеческого капитала для человека создаются труднопреодолимые барьеры для вхождения на рынок высококвалифицированного труда, в результате чего его труд продолжает плохо оплачиваться, а человек лишён возможностей это исправить. С другой стороны, обесценивание низкоквалифицированного человеческого труда приводит к потере развивающимися странами преимущества дешёвой рабочей силы и возможностей для догоняющего развития. Это усиливает расслоение в благосостоянии между странами.
В то же время четвёртая промышленная революция предоставляет ряд новых возможностей для традиционно отстающих стран в связи с общим перекраиванием глобального рынка труда и понижением роли некоторых ограничивающих факторов по вливанию в него, вроде географического положения, институциональной неразвитости и других подобных.

### Исчезновение старых профессий и появление новых
«Современная ситуация коренным образом отличается от всего, что было раньше. … впервые машины покусились на то главное, что определяет человека, — на его разум. Человек не в силах конкурировать с интеллектуальной мощью современных машин, способных анализировать и принимать решения значительно быстрее».
Также как и в предыдущие промышленные революции трансформация экономики приводит и будет приводить к исчезновению одних массовых профессий и появлению других — новых. К примеру после 2-й и 3-й промышленной революции исчезли такие профессии как: бурлак, кучер, ямщик, трубочист, фонарщик, заготовщик льда, водовоз, вычислитель, машинистки, стенографист и многие другие, см. устаревшие профессии.
- Исчезающие по состоянию 2020 г. профессии: радист, библиотекарь, почтальон, кассир, водитель, штурман, бухгалтер, швея, гончар, табельщик, сметчик, ткач, юрист, нотариус, преподаватель, провизор, терапевт, журналист, риэлтор, логист, диспетчер…
- Появляющиеся профессии: блоггер, разметчик данных, SCRUM-мастер, Product owner, UX/UI дизайнер, Data scientist, биоинформатик, биофармаколог, нейропсихолог, инженер 3D-печати и многие другие, см. подробнее Атлас новых профессий[19].

### Расшатывание политических систем
Ухудшающееся положение среднего класса может привести к разбалансированию политических систем, опирающихся на средний класс, усилению идей популизма, радикализма, фундаментализма и милитаризма.

## Компоненты
Четвёртая промышленная революция состоит из многих компонентов, если внимательно присмотреться к нашему обществу и текущим цифровым тенденциям. Чтобы понять, насколько обширны эти компоненты, вот несколько примеров цифровых технологий:
- Мобильные устройства;
- Технологии определения местоположения;
- Аутентификация и обнаружение мошенничества;
- 3D печать;
- Умные датчики;
- Большая аналитика и продвинутые процессы;
- Многоуровневое взаимодействие с клиентами и профилирование клиентов;
- Доступность ресурсов компьютерной системы по запросу;
- Продвинутый человеко-машинный интерфейс;
- Визуализация данных и запускаемое «живое» обучение[20].

В основном эти технологии можно разделить на четыре основных компонента, определяющих термин «Индустрия 4.0» или «умная фабрика»:
- Киберфизические системы;
- Интернет вещей;
- Доступность ресурсов компьютерной системы по запросу;
- Когнитивные вычисления[20].

Индустрия 4.0 объединяет широкий спектр новых технологий для создания ценностей. Используя киберфизические системы, которые отслеживают физические процессы, можно создать виртуальную копию физического мира. Характеристики киберфизических систем включают способность принимать децентрализованные решения, достигая высокой
степени автономности.

### Данные
Данные и аналитика — основные возможности каждого компонента, обусловленные:
- Оцифровка и интеграция вертикальных и горизонтальных цепочек ценности — Индустрия 4.0 объединяет процессы по вертикали во всей организации, включая процессы разработки продуктов, производства, структурирования и обслуживания; по горизонтали Индустрия 4.0 включает внутренние операции от поставщиков к клиентам, а также всех ключевых партнёров цепочки ценности[21].

## По странам
Industrie 4.0 — концепция, используемые в рамках немецкой государственно-частной программы по созданию автоматизированных взаимодействующих с внешней средой производств, выпускающих индивидуализированные продукты. Индустрия 4.0 постепенно захватывает весь мир — США создали некоммерческий консорциум Industrial Internet в 2014 году, которым руководят лидеры промышленности AT&T, Cisco, General Electric, IBM и Intel.